# Hieracium caespitosum
Hieracium caespitosum là một loài thực vật có hoa trong họ Cúc. Loài này được Dumort. mô tả khoa học đầu tiên năm 1827.